# دراسات عابرة للثقافات
ادراسات عابرة للثقافات، وفي بعض الأحيان تُسمى الدراسات الثقافية الشاملة أو الدراسات المقارنة، هي أحد التخصصات في مجال علم الإنسان والعلوم الشقيقة (علم الاجتماع وعلم النفس والعلوم الاقتصادية والعلوم السياسية) التي تستخدم البيانات الميدانية من العديد من المجتمعات لفحص مجال السلوك البشري واختبار الفرضيات المتعلقة بالسلوك والثقافة البشرية. إن الدراسات متعددة الثقفات هي الشكل الثالث من أشكال المقارنات بين الثقافات. وأول هذه الأشكال هو المقارنة بين دراسات الحالة، والثاني هو المقارنة بين متغيرات الاشتقاق المشترك [بحاجة لتوضيح]، والثالث هو المقارنة داخل عينة من الحالات. وعلى عكس الدراسات المقارنة التي تبحث الخصائص المماثلة لمجتمعات قليلة، فإن الدراسات متعددة الثقافات تستخدم عينة كبيرة على نحو كافٍ بحيث يتيح إجراء تحليل إحصائي لإظهار العلاقات أو عدم وجود علاقات بين السمات المذكورة. وهذه الدراسات هي دراسات استقصائية لبيانات متعلقة بالأنثروبولوجيا الوصفية.
ويتم تطبيق الدراسات متعددة الثقافات على نطاق واسع في العلوم الاجتماعية، لا سيما في الأنثروبولوجيا الثقافية وعلم النفس.

## تاريخ الدراسات العابرة للثقافات
تم إجراء أولى الدراسات العابرة الثقافات من قِبل أبو الريحان البيروني،[تحقق من المصدر]الذي كتب دراسات مقارنة تفصيلية عن أنثروبولوجيا الديانات والشعوب والثقافات في الشرق الأوسط والبحر الأبيض المتوسط ولا سيما شبه القارة الهندية. وقدم النتائج التي توصل إليها مع بموضوعية حيادية باستخدام المقارنات متعددة الثقافات.
وأجريت في وقت لاحق دراسات عابرة الثقافات على نطاق واسع من قِبل علماء الأنثروبولوجيا في القرن التاسع عشر، مثل تايلور ومورغان. وأدت إحدى الدراسات الأولى التي أجراها تايلور إلى نشوء قضية الإحصاء المركزي للدراسات متعددة الثقافات: مشكلة غالتون.

## العصر الحديث للدراسات متعددة الثقافات
بدأ العصر الحديث للدراسات متعددة الثقافات بجورج موردوك (George Murdock) (1949). وأنشأ موردوك عددًا من مجموعات البيانات الأساسية، بما في ذلك ملفات دائرة العلاقات البشرية وأطلس الأجناس البشرية. وبالتعاون مع دوغلاس آر وايت (Douglas R. White)، طور النموذج القياسي متعدد الثقافات المستخدم على نطاق واسع، الذي تحافظ عليه حاليًا المجلة الإلكترونية التي تتمتع بالوصول المفتوح الثقافات العالمية (World Cultures).